# Дом Дракона
«Дом Драко́на» (англ. House of the Dragon) — американский фэнтезийный драматический телесериал, созданный Джорджем Р. Р. Мартином и Райаном Кондалом для телеканала HBO. Приквел «Игры престолов» и второй сериал во франшизе «Песнь льда и огня». Шоураннером сериала является Райан Кондал (в первом сезоне — совместно с Мигелем Сапочником). Действие проекта, основанного на отдельных главах книги Джорджа Р. Р. Мартина «Пламя и кровь», разворачивается примерно через 100 лет после объединения Семи Королевств под властью династии Таргариенов и почти за 200 лет до событий «Игры престолов». На экране показаны события, приведшие к войне за престолонаследие, известной как «Пляска Драконов».
Работа над «Домом Дракона» началась в октябре 2019 года. Премьера десятисерийного первого сезона состоялась 21 августа 2022 года, премьера восьмисерийного второго сезона — 16 июня 2024 года. Шоу официально продлено на третий и четвёртый сезоны, причём четвёртый должен стать последним.
Сериал получил высокие оценки: рецензенты отметили проработку и развитие персонажей, визуальные эффекты, сценарий, музыку Рамина Джавади, игру ряда актёров. Критике подверглись темп повествования и скачки в хронологии. Премьеру на HBO Max и кабельных каналах посмотрели более 10 миллионов зрителей, что стало рекордом в истории HBO. «Дом Дракона» получил премию «Золотой глобус» в категории «Лучший драматический сериал», а Эмма Д’Арси была номинирована в категории «Лучшая женская роль в драматическом сериале». Сериал получил девять номинаций на Прайм-таймовую премию «Эмми» (в том числе за лучший драматический сериал) и три технические награды Британской телеакадемии.

## Сюжет
«Дом Дракона» рассказывает о событиях на вымышленном континенте Вестерос, происходивших примерно за 200 лет до событий «Игры престолов» и через 100 лет после объединения Семи Королевств благодаря завоеваниям Таргариенов.
Сюжет сконцентрирован на «Пляске Драконов» — гражданской войне (129—131 год от Завоевания Эйегона I), причиной которой стала борьба за власть между двумя ветвями дома Таргариенов. «Пляска» началась после смерти короля Визериса I, когда его старшая дочь принцесса Рейенира, поддержанная партией «чёрных», и сын от второго брака принц Эйегон Таргариен, поддержанный партией «зелёных», одновременно объявили о своих правах на Железный трон. Историческим прототипом этого конфликта стала война за английский престол между племянником короля Генриха I Стефаном и дочерью Генриха Матильдой (1135—1154).
Литературной основой сценария стала книга Джорджа Мартина «Пламя и кровь». Она написана в жанре исторической хроники, автором которой является вымышленный вестеросский историк, и содержит потенциально спекулятивные или искажённые сообщения, что делает рассказчика ненадёжным с точки зрения читателя. Стремясь сделать историю более понятной для зрителей, сценаристы шоу решили показать события книги в хронологическом порядке как объективную историю мира.

Когда мы изначально обсуждали концепцию сериала <..>, рассматривались разные подходы. Можно было попробовать вариант «Расёмона», то есть показать сразу несколько версий одного события. Можно было ввести закадрового рассказчика, например архимейстера Гильдейна, который бы, как Клавдий в моём любимом старом сериале «Я, Клавдий», появлялся в каждой серии и объяснял, на основании каких источников он описывает произошедшее, и указывал на противоречия между этими источниками. К сожалению, сейчас никому не нравится подход с Клавдием.
— Джордж Р. Р. Мартин. Интервью подкасту «History of Westeros» в августе 2022 года.
Чтобы связать сюжет нового сериала с «Игрой престолов», сценаристы добавили сюжетную линию пророчества Эйегона Завоевателя о вторжении Белых Ходоков. Эта идея, восходящая к Джорджу Р. Р. Мартину, была серьёзно переработана и развита создателями сериала.

## Актёрский состав

### Главные роли
- Пэдди Консидайн — Визерис I Таргариен, пятый король Семи Королевств, преемник своего деда Джейхейриса I[13][14].
- Мэтт Смит — Дейемон Таргариен, младший брат Визериса I и второй муж принцессы Рейениры[13][15], известный как «порочный принц». Командующий городской стражей Королевской Гавани, позднее король Ступеней.
- Эмма Д’Арси — королева Рейенира Таргариен, единственный выживший ребёнок в первом браке Визериса I с Эйммой Аррен, жена Лейнора Велариона и своего дяди Дейемона Таргариена. После узурпации трона Эйегоном II была коронована своими сторонниками («чёрными»)[13][16].
  - Милли Олкок — юная Рейенира Таргариен.
- Оливия Кук — Алисента Хайтауэр, спутница детства и подруга юной принцессы Рейениры, дочь десницы Отто Хайтауэра, вторая жена короля Визериса I[13][15][16]. Её сторонники («зелёные») после смерти Визериса возвели на Железный трон её старшего сына Эйегона.
  - Эмили Кэри — юная Алисента Хайтауэр (1-й сезон).
- Рис Иванс — сир Отто Хайтауэр, отец королевы Алисенты и десница Визериса I, сохранивший эту должность и при своём внуке Эйегоне II[15][17].
- Стив Туссэн — Корлис Веларион, известный как «Морской Змей», лорд Дрифтмарка и глава дома Веларионов (одного из самых богатых и влиятельных семейств Семи королевств), мастер над кораблями при Визерисе I, десница Рейениры. Самый известный мореплаватель в истории Вестероса[17].
- Ив Бест — принцесса Рейенис Таргариен, двоюродная сестра Визериса I, жена Корлиса Велариона, известная как «Почти Королева»: она претендовала на престол, но проиграла Визерису из-за своего пола[17].
- Фабьен Франкель — сир Кристон Коль[18], рыцарь Королевской гвардии, ключевой сторонник «зелёных». Заменил сира Гаррольда Вестерлинга на посту лорда-командующего Королевской гвардии и сира Отто Хайтауэра на посту десницы короля.
- Грэм Мактавиш — сир Гаррольд Вестерлинг, опытный рыцарь Королевской гвардии, служивший короне со времён Джейехериса I. После смерти сира Райама Редвина стал лордом-командующим (1-й сезон)[19].
- Соноя Мидзуно — Мисария, известная как «Бледная Пиявка», танцовщица, любовница и самое доверенное лицо принца Дейемона[17]. Глава сети шпионов в Королевской Гавани, советница Рейениры.
- Мэттью Нидэм[англ.] — лорд Ларис Стронг, известный как «Косолапый», младший сын лорда Лионеля Стронга. Доверенное лицо королевы Алисенты, лорд-дознаватель, позже — мастер над шептунами при Эйегоне II. После смерти отца стал формальным лордом Харренхола и главой дома Стронгов.
- Том Глинн-Карни — Эйегон II Таргариен, шестой король Семи королевств. Первый сын Визериса I и Алисенты Хайтауэр, единокровный брат Рейениры[13].
  - Тай Теннант[англ.] — юный принц Эйегон Таргариен (1-й сезон).
- Юэн Митчелл — принц Эйемонд Таргариен, второй сын Визериса I и Алисенты Хайтауэр, известный как «Эйемонд Одноглазый» после потери глаза в драке с племянниками. 
  - Лео Эштон — юный принц Эйемонд Таргариен (1-й сезон).
- Фиа Сабан — королева Хелейна Таргариен, дочь Визериса I и Алисенты Хайтауэр, сестра и жена Эйегона II, мать Джейхериса и Джейхеры.
  - Иви Аллен — юная принцесса Хелейна Таргариен (1-й сезон).
- Гарри Коллетт — принц Джекейрис «Джейс» Веларион, старший сын принцессы Рейениры и сира Лейнора Велариона.
  - Лео Харт — юный принц Джекейрис Веларион (1-й сезон).
- Бетани Антония[англ.] — леди Бейла Таргариен, старшая дочь принца Дейемона и леди Лейны Веларион, обручённая с принцем Джейкерисом.
  - Шани Сметхерст — юная леди Бейла Таргариен (1-й сезон).
- Фиби Кэмпбелл[англ.] — леди Рейна Таргариен, младшая дочь принца Дейемона и леди Лейны Веларион, обручённая с принцем Люцерисом. 
  - Ева Оссей-Гернинг — юная леди Рейна Таргариен (1-й сезон).
- Джефферсон Холл[англ.] — близнецы из дома Ланнистеров:
  - лорд Джейсон, лорд Утёса Кастерли, глава дома Ланнистеров и Хранитель Запада;
  - сир Тиланд, заменивший Корлиса Велариона на посту мастера над кораблями при Визерисе I, а позднее — Лимана Бисбери на посту мастера над монетой при Эйегоне II.
- Курт Эгиаван — Великий мейстер Орвиль, мейстер цитадели, сменивший Меллоса на посту Великого мейстера в малом совете короля Визериса и оставшийся на посту при Эйегоне II.
- Фредди Фокс — сир Гвейн Хайтауэр, сын сира Отто Хайтауэра (2-й сезон).
  - Уилл Уиллоуби — юный Гвейн Хайтауэр.
- Абубакар Салим — Алин из Халла, моряк, брат Аддама, бастард лорда Корлиса Велариона (2-й сезон).
- Клинтон Либерти[англ.] — Аддам из Халла, корабельный мастер флота Веларионов, брат Алина, бастард лорда Корлиса (2-й сезон).
- Том Тейлор — лорд Криган Старк, лорд Винтерфелла, глава дома Старков и Хранитель Севера (2-й сезон).
- Киран Бью — Хью Молот, кузнец в Королевской гавани, бастард Таргариенов (2-й сезон).
- Эллора Торчиа[англ.] — Кэт, жена Хью (2-й сезон).
- Том Беннетт[англ.] — Ульф Белый, житель Королевской гавани, называющий себя бастардом принца Бейлона Таргариена (2-й сезон).
- Гэйл Ранкин[англ.] — Алис Риверс (2-й сезон), целительница из Харренхола, служащая Дому Стронгов.
- Бил Саймон Расселл — сир Саймон Стронг, дядя Лионеля Стронга, кастелян Харренхола (2-й сезон).
- Арчи Барнс — сир Оскар Талли, глава Дома Талли и Верховный лорд Речных земель во время Танца драконов (2-й сезон).
- Эбигейл Торн — Шарако Лохар, адмирал флота Триархии (2-й сезон).

### Второстепенные роли
- Шан Брук — королева Эймма Аррен, первая жена Визериса I и мать Рейениры.
- Джон Макмиллан — сир Лейнор Веларион, сын лорда Корлиса Велариона и Рейенис Таргариен, наследник Дрифтмарка, первый муж принцессы Рейениры (1-й сезон).
  - Тео Нейт — юный Лейнор Веларион (1-й сезон).
  - Мэттью Карвер — маленький Лейнор Веларион (1-й сезон).
- Нанна Блонделл — леди Лейна Веларион, дочь лорда Корлиса Велиариона и Рейенис Таргариен, вторая жена Дейемона Таргариена.
  - Саванна Штейн — юная Лейна Веларион (1-й сезон).
  - Нова Фуэйлис-Мозе — маленькая Лейна Веларион (1-й сезон).
- Гэвин Спокс — Лионель Стронг, лорд-владетель Харренхолльского замка, глава дома Стронгов, мастер над законами при малом совете короля Визериса I, преемник сира Отто Хайтауэра на посту десницы (1-й сезон).
- Райан Корр — сир Харвин Стронг по прозвищу «Костолом», старший сын лорда Лионеля Стронга и наследник Харренхола. Тайный любовник Рейениры, биологический отец её первых трёх сыновей.
- Эллиот Грихолт — принц Люцерис «Люк» Веларион, второй сын Рейениры и сира Лейнора Велариона, наследник Дрифтмарка (1-й сезон).
  - Харви Сэдлер — юный принц Люцерис Веларион (1-й сезон).
- Эллиотт Титтенсор — сир Эррик Каргилл, брат-близнец сира Аррика Каргилла, рыцарь Королевской гвардии. Сторонник «чёрных».
- Люк Титтенсор[англ.] — сир Аррик Каргилл, брат-близнец сира Эррика Каргилла, рыцарь Королевской гвардии. Сторонник «зелёных».
- Дэвид Хорович[англ.] — Меллос, мейстер Цитадели и великий мейстер при малом совете Визериса I, его личный врач (1-й сезон).
- Билл Патерсон — Лиман Бисбери, лорд Медовой Рощи, глава дома Бисбери, мастер над монетой и лорд-казначей при малых советах Джейхериса I и Визериса I (1-й сезон).
- Стеффан Родри[англ.] — Хоберт Хайтауэр, лорд Староместа, глава дома Хайтауэров и старший брат Отто Хайтауэра (1-й сезон).
- Энтони Флэнеган[англ.] — сир Стеффон Дарклин, рыцарь Королевской гвардии при Визерисе I и Рейенире.
- Макс Роттсли — сир Лорент Малбранд, рыцарь Королевской гвардии при Визерисе I и Рейенире.
- Уил Джонсон — сир Веймонд Веларион, младший брат лорда Корлиса и командир флота Веларионов (1-й сезон).
- Пол Кеннеди — Джаспер Уайлд по прозвищу "Железный посох", лорд Дождливого дома и глава дома Уайлдов, мастер над законами в малых советах Визериса I и Эйегона II.
- Алексис Рабен — Талия, служанка королевы Алисенты и шпионка Мисарии.
- Пол Хики — Аллан Касвелл, лорд Горького моста и глава дома Касвеллов (1-й сезон).
- Фил Дэниелс — Герардис, мейстер Драконьего камня.
- Мишелль Боннард[англ.] — Сильви, владелица борделя в Королевской гавани.
- Мэдди Эванс — Диана, служанка Эйегона и Хелейны Таргариен.
- Николас Джонс[англ.] — Бартимос Селтигар, лорд острова Когтя, советник королевы Рейениры.
- Майкл Элвин[англ.] — Саймон Стонтон, глава дома Стонтонов, лорд Грачиного Приюта, советник королевы Рейениры.
- Джейми Кенна — сир Альфред Брум, рыцарь и советник королевы Рейениры (2-й сезон).
- Джеймс Дрейфус — Гормон Масси, лорд Камнепляса и глава дома Масси, советник королевы Рейениры (2-й сезон).
- Оскар Эскинази — принц Джоффри Веларион, третий сын принцессы Рейениры и сира Лейнора Велариона (2-й сезон).
- Барни Фишвик — Мартин Рейн, рыцарь Королевской гвардии Эйегона II (2-й сезон).
- Ральф Дэвис — Леон Эстермонт, рыцарь Королевской гвардии Эйегона II (2-й сезон).
- Ток Стивен — Эддард Уотерс, рыцарь Королевской гвардии Эйегона II (2-й сезон).
- Винсент Риган — сир Рикард Торне, рыцарь Королевской гвардии Эйегона II (2-й сезон).
- Грэм Макнайт — Пакстер Стронг, внук сира Саймона Стронга, кастеляна Харренхола (2-й сезон).
- Пол Валентайн — Гермунд Стронг, внук сира Саймона Стронга, кастеляна Харренхола (2-й сезон).
- Джек Пэрри-Джонс — Виллем Блэквуд, рыцарь, регент Воронодрева (2-й сезон).
  - Альфи Тодд — юный Виллем Блэквуд, сватавшийся к принцессе Рейенире (1-й сезон).
- Аманда Коллин — леди Джейн Аррен, глава дома Арренов, Леди Орлиного гнезда и Хранительница Востока (2-й сезон).
- Антонио Магро — лорд Петир Пайпер, глава дома Пайперов и лорд замка Розовая дева в Речных землях (2-й сезон).

## Список серий
| Сезон | Серии | Серии | Даты показа     | Даты показа     |
| Сезон | Серии | Серии | Первая серия    | Последняя серия |
| ----- | ----- | ----- | --------------- | --------------- |
| 1     | 10    | 10    | 21 августа 2022 | 23 октября 2022 |
| 2     | 8     | 8     | 16 июня 2024    | 4 августа 2024  |

### Сезон 1 (2022)
| № общий | № в сезоне | Название                                            | Режиссёр           | Автор сценария              | Дата премьеры    | Зрители в США (млн) |
| --- | ---------- | --------------------------------------------------- | ------------------ | --------------------------- | ---------------- | ------------------- |
| 1 | 1          | «Наследники Дракона» «The Heirs of the Dragon»      | Мигель Сапочник    | Райан Кондал                | 21 августа 2022  | 2,17                |
| После смерти своих сыновей престарелый король Джейехерис I Таргариен созывает в Харренхолле Великий совет для выбора наследника. Лорды Вестероса выбирают его внука принца Визериса вместо внучки, принцессы Рейенис. Спустя девять лет мирно правящий Вестеросом Визерис I организует рыцарский турнир, чтобы отпраздновать беременность королевы Эйммы Аррен. Он уверен, что на свет вскоре появится долгожданный наследник мужского пола. Малый Совет игнорирует предупреждение мастера над кораблями Корлиса Велариона, лорда Дрифтмарка, об угрозе для морской торговли со стороны Триархии, союза трёх Вольных городов Эссоса, заключивших соглашение с пиратами. Десница короля сир Отто Хайтауэр критикует принца Дейемона, младшего брата и наследника Визериса, за жестокости, допущенные на посту командира городской стражи. На турнире сир Кристон Коль, незнатный рыцарь из Дорнийских Марок, побеждает Дейемона. Королева Эймма умирает во время родов на глазах у своего мужа. Умирает и её новорожденный сын Бейлон. Визерис отказывается от просьб совета назначить нового наследника, пока сир Отто не сообщает ему, что Дейемон насмешливо называл Бейлона «наследником на один день» в столичном борделе. Разгневанный Визерис изгоняет брата из Королевской Гавани и назначает наследницей свою единственную дочь Рейениру. |            |                                                     |                    |                             |                  |                     |
| 2 | 2          | «Порочный принц» «The Rogue Prince»                 | Грег Яйтанс        | Райан Кондал                | 28 августа 2022  | 2,26                |
| Через шесть месяцев после провозглашения Рейениры наследницей Дейемон незаконно занимает Драконий Камень при поддержке верной ему Городской Стражи. Тем временем предводитель пиратов, принц-адмирал Триархии Крагас Драхар, известный как Кормилец Крабов, захватывает на архипелаге Ступени всё новые и новые торговые корабли, и Рейенира на Малом Совете предлагает отцу проявить решительность и силу, использовав драконов. Малый Совет отвергает её предложение, а король вместо этого поручает дочери выбрать нового рыцаря Королевской гвардии. Игнорируя настойчивые советы придворных интриганов, на глазах у сира Вестерлинга она выбирает Кристона Коля, единственного рыцаря с боевым опытом. Сир Отто отправляет свою дочь леди Алисенту утешить скорбящего короля. Лорд Корлис и его жена Рейенис предлагают Визерису объединить два валирийские дома, женившись на их двенадцатилетней дочери Лейне Веларион. Тем временем Малый Совет узнает, что Дейемон, провозгласивший себя истинным наследником престола, похитил драконье яйцо и намерен вступить в брак со своей любовницей — проституткой Мисарией. Сир Отто и небольшой отряд во главе с сиром Кристоном отправляются на Драконий Камень, чтобы вернуть яйцо. Решительный Дейемон угрожает деснице, пока не прилетает Рейенира на своём драконе Сиракс и не заставляет дядю отказаться от ложных притязаний. Визерис женится на Алисенте. Лорд Корлис, оскорблённый этим, заключает соглашение с Дейемоном, предлагая ему вместе завоевать Ступени. |            |                                                     |                    |                             |                  |                     |
| 3 | 3          | «Второй своего имени» «Second of His Name»          | Грег Яйтанс        | Гейб Фонсека и Райан Кондал | 4 сентября 2022  | 1,75                |
| Уже три года идёт война за Ступени. Не получив поддержки Железного Трона, Корлис и Дейемон сражаются с Кормильцем крабов и его людьми без особого успеха. Тем временем Визерис организует большую охоту, чтобы отпраздновать второй день рождения сына Эйегона. Рейенира возмущена чрезмерным вниманием короля к сыну. Визерис настаивает на том, чтобы Рейенира вышла, наконец, замуж, заключив прочный союз для защиты рода. Её руки настойчиво добивается лорд Джейсон Ланнистер из Утёса Кастерли, домогательства которого Рейенира решительно отвергает. После этого предлагается её брачный союз с двухлетним принцем Эйегоном, а мастер над законами лорд Лионель Стронг рекомендует сира Лейнора Велариона, сына лорда Корлиса, чтобы устранить раскол между двумя домами. Покинув лагерь, Рейенира и сир Кристон ночуют в лесу вдвоём, наутро добыв вместе огромного вепря. Преодолев свои прежние сомнения, Визерис уверяет Рейениру, что она останется наследницей и сама сможет выбрать супруга. Тем временем братья Хоберт, лорды Староместа, и Отто Хайтауэр тайно замышляют сделать наследником принца Эйегона. После того, как сир Веймонд Веларион умоляет короля о помощи, Визерис соглашается отправить помощь Корлису и Деймону. Последний, посчитав, что поддержка со стороны брата лишит его престижа, идёт на риск, используя себя в качестве приманки: устроив засаду на пиратов, он выманивает их из пещерных убежищ, после чего их уничтожают его воины и Лейнор на драконе Морской Туман. Деймону удаётся убить Кормильца Крабов, а Корлису — выиграть битву до прибытия королевской подмоги.                                                       |            |                                                     |                    |                             |                  |                     |
| 4 | 4          | «Король Узкого моря» «King of the Narrow Sea»       | Клэр Килнер        | Айра Паркер                 | 11 сентября 2022 | 1,81                |
| Рейенира возвращается из многомесячного морского похода в поисках женихов, во время которого на поединке в Штормовом Пределе претендент из рода Блэквудов убил своего соперника из рода Бракенов. Дейемон с триумфом прибывает в столицу после завоевания Ступеней, поклявшись в верности королю и передав ему свою корону. Пока примирившиеся братья празднуют победу, Алисента признается Рейенире в своём одиночестве, вспоминая прежнюю дружбу. Ночью Дейемон выманивает Рейениру из замка через потайной ход, дав ей костюм пажа. В Блошином Конце они посещают бордель, где дядя заигрывает с племянницей, а потом внезапно оставляет в одиночестве. Вернувшись в Красный замок, неудовлетворённая принцесса соблазняет сира Кристона Коля. Сир Отто Хайтауэр со слов своего шпиона рассказывает королю о связи между Дейемоном и Рейенирой. Алисента подслушивает их и расспрашивает подругу, но та всё отрицает. Разгневанный Визерис не верит деснице, но обвиняет брата в измене. Нетрезвый Дейемон не оправдывается, предлагая взять Рейениру в жёны, после чего король ссылает его к нелюбимой жене в Долину Аррен. Чтобы избежать скандала, Визерис приказывает Рейенире выйти замуж за Лейнора Велариона и освобождает Отто от поста десницы. Ночью великий мейстер Меллос приносит Рейнире контрацептивное средство — «лунный чай». |            |                                                     |                    |                             |                  |                     |
| 5 | 5          | «Мы путь осветим» «We Light the Way»                | Клэр Килнер        | Шармейн ДеГрате             | 18 сентября 2022 | 1,83                |
| Сосланный в Долину Аррен Дейемон убивает нелюбимую жену. В Дрифтмарке происходит обручение Рейениры и Лейнора Велариона, что удовлетворяет, наконец, уязвлённое самолюбие лорда Корлиса. Зная о гомосексуальности своего друга детства Лейнора, Рейенира предлагает ему заключить сделку: формально отдать долг короне, произведя на свет наследников, но при этом завести собственных любовников. Возвращаясь вместе с принцессой на корабле в Королевскую гавань, сир Кристон предлагает ей бежать с ним за Узкое Море, там пожениться и жить инкогнито. Рейенира отвергает его предложение, согласившись только продолжить любовную связь, чем уязвляет его самолюбие. Опальный сир Отто перед отъездом из столицы предупреждает Алисенту, что Рейенира, сделавшись королевой, посчитает её детей угрозой своей власти. Встретив сира Кристона, королева расспрашивает его о возможной связи Рейениры с Дейемоном, но тот признаётся, что именно он занимался с принцессой любовью. На свадебное торжество во дворце Алисента намеренно опаздывает, некстати прервав речь мужа и войдя в зал в зелёном платье. Ларис Стронг напоминает своему брату Харвину, что зелёный — это сигнал, призывающий дом Хайтауэров к войне. На том же пиру Дейемон отвергает обвинения в убийстве жены, а Кристон Коль на глазах шокированных гостей забивает насмерть любовника Лейнора сира Джоффри Лонмаута, попытавшегося его шантажировать. Во время свадебной церемонии Визерис теряет сознание. Покинув пиршественный зал, сир Кристон собирается наложить на себя руки, но его останавливает Алисента, получившая, таким образом, нового союзника…                                   |            |                                                     |                    |                             |                  |                     |
| 6 | 6          | «Принцесса и королева» «The Princess and the Queen» | Мигель Сапочник    | Сара Хесс                   | 25 сентября 2022 | 1,86                |
| Проходит десять лет. Рейнира за это время родила троих мальчиков — Джейхейриса, Люцериса и Джоффри. Ни у одного из них нет серебряных волос Таргариенов и Веларионов, так как настоящим их отцом является командир королевской стражи сир Харвин Стронг. Об этом известно всем, но Визерис отвергает обвинения Алисенты в адрес Рейениры. Королева сообщает своему старшему сыну Эйегону, что он должен готовиться к войне с Рейенирой за трон. Дейемон и его супруга Лейна Веларион живут в Пентосе вместе с дочерьми Бейлой и Рейной. Местный принц предлагает им земли и власть в обмен на союз против возрождающейся Триархии. Во время тяжелых родов Лейна никак не может разродиться и поэтому совершает самоубийство. В Королевской гавани сир Кристон, верный слуга королевы Алисенты, обучает королевских детей и сыновей Рейениры владению мечом. Наблюдающий за тренировками детей Харвин неосторожно вмешивается, когда на земле оказывается один из его сыновей, и Кристон провоцирует его своими намёками на драку. Узнавшая об этом Рейенира предлагает Алисенте брак своего сына Джейкериса с её дочерью Хелейной, который та отвергает. Узнав об инциденте между Харвином и Колем, Лионель Стронг подает в отставку с поста десницы. Король отказывает ему, дозволив лишь проводить опального сына в Харренхолл. Алисента признаётся младшему сыну Лионеля, интригану Ларису Стронгу, что хотела бы вернуть своему отцу должность десницы. В тюрьме сир Ларис вербует осужденных преступников, и те устраивают в замке Харренхолл пожар, в котором погибают Лионель и Харвин. Скомпрометированная Рейенира переезжает с детьми и Лейнором на Драконий Камень. |            |                                                     |                    |                             |                  |                     |
| 7 | 7          | «Дрифтмарк» «Driftmark»                             | Мигель Сапочник    | Кевин Лау                   | 2 октября 2022   | 1,88                |
| В Дрифтмарке Визерис с семьёй присутствует на похоронах леди Лейны. Ночью после церемонии прощания Рейенира и Дейемон становятся любовниками. Принц Эйемонд приручает Вхагар, совершив на ней первый полёт. У ворот Дрифтмарка он встречает недовольных племянников и двоюродных сестёр, и в завязавшейся драке сын Рейениры Люцерис выкалывает Эйемонду глаз ножом. Разгневанная Алисента требует возмездия, но Визерис отвергает её предложение лишить Люцериса глаза в ответ. Королева пытается сделать это сама, вступает в схватку с принцессой и ранит её в руку кинжалом из валирийской стали. Визерис публично провозглашает, что каждый, кто усомнится в законности наследников Рейениры, будет лишен языка. Вернувшись на пост десницы, Отто Хайтауэр сообщает дочери, что если они проявят терпение, то скоро восторжествуют. Рейенира и Дейемон объединяются против Алисенты и её сторонников. Чтобы освободить Рейениру от брака, Дейемон подговаривает любовника Лейнора, сира Кварла Корри, убить принца в поединке. После боя лорд Корлис с супругой Рейнис находят лишь сгоревший труп. Дейемон и Рейенира вступают, наконец, в законный брак. Тем временем Лейнор, сбривший белые волосы, вместе с Кварлом инкогнито покидает Вестерос на корабле. |            |                                                     |                    |                             |                  |                     |
| 8 | 8          | «Лорд Приливов» «The Lord of the Tides»             | Гита Васант Патель | Эйлин Шим                   | 9 октября 2022   | 1,73                |
| Шесть лет спустя дом Веларионов сталкивается с проблемой наследования, когда лорда Корлиса ранят на Ступенях. Брат Морского Змея Веймонд приплывает в Королевскую Гавань с ходатайством об отстранении от наследства Люцериса как бастарда. Узнав об этом, Рейенира и Дейемон возвращаются в столицу, чтобы защитить права Люцериса. Они обнаруживают, что дряхлый Визерис прикован к постели, а всеми делами заправляют королева и сир Отто. Алисента укоряет Эйегона за то, что он изменяет сестре-жене Хелейне со служанкой. Когда Веймонд прибывает в Красный замок, Рейенира заключает сделку с принцессой Рейенис, чтобы заручиться её поддержкой. Она просит отца помочь ей в борьбе за престол, цитируя сон Эйегона Завоевателя. На следующий день Отто Хайтауэр выслушивает петицию Веймонда, который считает, что Дрифтмарк должен перейти к нему. Когда Рейенира начинает говорить, появляется Визерис и объявляет Люцериса наследником. В ярости Веймонд называет детей Рейениры бастардами, Дейемон тут же отрубает ему голову. Той же ночью король устраивает пир, чтобы восстановить в семье мир. После ухода короля с пира принц Эйемонд провоцирует конфликт с сыновьями Рейениры, которые спешно покидают Королевскую гавань. Ночью Визерис, приняв Алисенту за Рейениру, говорит, что будущее за ней и Эйегоном (говоря о ее сыне от Дейемона), а затем умирает в одиночестве. |            |                                                     |                    |                             |                  |                     |
| 9 | 9          | «Зелёный совет» «The Green Council»                 | Клэр Килнер        | Сара Хесс                   | 16 октября 2022  | 1,56                |
| Алисента считает, что предсмертным желанием Визериса было посадить на трон её сына Эйегона. Приказав слугам молчать, она собирает Малый совет, в котором преобладают сторонники «зелёных». Совет соглашается с тем, что королём должен стать Эйегон. Возмутившегося беззаконием лорда Бисбери убивает сир Кристон Коль, но несогласного с решением лорда-командующего, подавшего в отставку, приходится отпустить. Малый совет скрывает от Рейениры смерть отца. Тело короля несколько дней хранят в его комнате, пока сторонники Алисенты готовятся к коронации. Десница склоняет великие дома к поддержке Эйегона, устраняя тех, кто сопротивляется. Принцессу Рейенис держат в замке в плену, Алисента пытается уговорить её поддержать Эйегона. Когда Эйегона вызывает совет, Королевская гвардия не находит его во дворце. Поиски идут по всему городу, пока принца не выдаёт деснице бывшая проститутка Мисария, создавшая сеть шпионов. Эйегон отказывается от коронации, настаивая на том, что при жизни отец никогда не называл его наследником, но Алисента убеждает сына, что именно такой была воля Визериса. Через несколько дней о смерти старого короля объявляют публично в Драконьем Логове, где на глазах у тысяч жителей столицы Эйегон провозглашается королём. Сир Эррик тайно выводит принцессу Рейенис из замка, и она, затерявшись в толпе, проникает в потайной ход, ведущий в логово её дракона Мелеис. Эйегон радостно приветствует жителей Королевской Гавани, но коронацию прерывает Рейенис верхом на Мелеис. Она решает не убивать узурпатора и улетает на своём драконе прочь.                                                                 |            |                                                     |                    |                             |                  |                     |
| 10 | 10         | «Чёрная королева» «The Black Queen»                 | Грег Яйтанс        | Райан Кондал                | 23 октября 2022  | 1,85                |
| Прибыв на Драконий Камень, Рейенис сообщает Рейенире о смерти Визериса и коронации Эйегона II. У потрясенной Рейениры начинаются преждевременные роды, и она производит на свет мертвого ребёнка. Дейемон считает, что Визерис был убит, и готовится к войне. Сир Эррик приносит Рейенире корону её отца, и Дейемон провозглашает её королевой. Сир Отто приносит условия мира от королевы Алисенты в обмен на капитуляцию Рейениры и принесение ею клятвы верности Эйегону. Рейенира не позволяет убить Отто и не даёт ответа на предложение мира, чем гневит мужа. Тем временем Рейенис убеждает супруга присягнуть Рейенире и её сыновьям, после чего тот предлагает на совете морскую блокаду Королевской Гавани. Чтобы обрести союзников, Рейенира отправляет своих сыновей в резиденции лордов: принца Джекейриса — в Долину к Арренам и на Север в Винтерфелл к Старкам, а принца Люцериса — в Штормовой Предел к Баратеонам. В Штормовом Пределе Люцерис неожиданно встречает принца Эйемонда, а Боррос Баратеон отказывает ему в союзе и поддержке, заявляя, что Люцерис пришел «с пустыми руками»: будучи уже помолвлен, в отличие от Эйемонда, он не может жениться на одной из дочерей Борроса. Когда Люцерис возвращается на Драконий Камень, разражается шторм, а Эйемонд, желая запугать племянника, преследует его на гигантской Вхагар. Неожиданно юный Арракс, вопреки желанию Люцериса, обжигает Вхагар огнем, в ответ та убивает и его, и всадника. Не желавший гибели юноши Эйемонд в ужасе смотрит на содеянное. Дейемон, вернувшись на Драконий Камень, сообщает жене о смерти Люцериса. Теперь Рейенира готова к войне.                                |            |                                                     |                    |                             |                  |                     |

### Cезон 2 (2024)
| № общий | № в сезоне | Название                                                 | Режиссёр           | Автор сценария | Дата премьеры  | Зрители в США (млн) |
| --- | ---------- | -------------------------------------------------------- | ------------------ | -------------- | -------------- | ------------------- |
| 11 | 1          | «Сын за сына» «A Son for a Son»                          | Алан Тейлор        | Райан Кондал   | 16 июня 2024   | TBA                 |
| На Стене Криган Старк обещает предоставить Джекейрису Велариону в качестве военной помощи две тысячи воинов. Рейенира летит в Штормовой Предел и ищет останки Арракса, дракона Люцериса. Рейенис отвергает идею Дейемона полететь вместе с ним в Королевскую Гавань и убить Эйемонда с его драконицей Вхагар, чтобы отомстить за Люцериса. Эйегон II стремится быть хорошим королем, в то время как его дед Отто Хайтауэр призывает к сдержанности в оказании помощи простолюдинам. Ларис играет на страхе Алисенты перед предательством. Вернувшись на Драконий Камень, Рейенира говорит Дейемону, что ей нужен Эйемонд. Бледная Пиявка Мисария, пережив пожар в борделе, тайно плывёт в Эссос, но корабль перехватывают, а её арестовывают. В тюрьме Дейемон предлагает ей свободу в обмен на помощь в вербовке двух убийц. Пробравшись в столицу сам, он подкупает крысолова Сыра и стражника Кровь, чтобы те убили принца Эйемонда. Проникнув в замок по тайным ходам, известным лишь крысоловам, убийцы проникают в покои королевы Хелейны и, угрожая ей смертью, обезглавливают на её глазах маленького принца Джейехериса. Потрясённая Хелейна, сжимая в объятиях дочь, убегает в комнату матери, где та делит ложе с Кристоном Колем. |            |                                                          |                    |                |                |                     |
| 12 | 2          | «Рейенира Жестокая» «Rhaenyra the Cruel»                 | Клэр Килнер        | Сара Хесс      | 23 июня 2024   | TBA                 |
| Убийство принца Джейехериса вызывает хаос. Эйегон спешно собирает Малый совет, желая отомстить Рейенире. Сир Отто предлагает устроить публичные похороны, чтобы запятнать Рейениру. В процессии глашатай скандирует «Рейенира Жестокая», а Алисента и Хелейна принимают соболезнования народа. Арестованный стражник признаётся лорду Ларису, что был нанят Дейемоном вместе с сообщником-крысоловом, имени которого он не знает. На Драконьем камне Рейенира опасается, что её притязания на трон подорваны. Подозревая, что Дейемон приказал убить Джейехериса, Рейенира говорит, что больше не доверяет ему, и тот улетает в Харренхол. Эйемонд, избежавший гибели и раскаивающийся в смерти Люцериса, ищет утешения в борделе. Сир Кристон приказывает сиру Аррику убить Рейениру, проникнув на Драконий Камень под видом своего брата-близнеца Эррика, но Мисария, получившая от Рейениры свободу, замечает прибытие Аррика и предупреждает охрану. Когда Аррик входит в покои королевы, Эррик убивает брата в поединке, а потом совершает самоубийство. Эйегон публично вешает всех крысоловов, включая Сыра, что приводит в ярость Отто, который опасается народного восстания. Эйегон увольняет Отто с поста десницы и назначает его преемником Кристона Коля. |            |                                                          |                    |                |                |                     |
| 13 | 3          | «Горящая мельница» «The Burning Mill»                    | Гита Васант Патель | Дэвид Хэнкок   | 30 июня 2024   | TBA                 |
| В Речных землях враждующие семьи Бракенов и Блэквудов вступают в смертельную битву из-за земельного спора. Рейенис советует Рейенире начать переговоры с Алисентой. Кристон предлагает смелый план по завоеванию Харренхола, но Дейемон прибывает туда первым, и кастелян замка Саймон Стронг клянётся ему в верности. Ночью Дейемону снится юная Рейенира, пришивающая Джейехерису отрубленную голову. Принц просыпается, и неизвестная женщина предсказывает ему смерть. Рейенира отправляет Рейну с младшими детьми и яйцами драконов к Арренам, чтобы защитить свой род. Мисария становится советницей Рейениры, а Эйегон делает Лариса своим мастером над шептунами. Прибывший в Королевскую Гавань незнакомец объявляет себя в таверне единокровным братом покойного Визериса. Вместе с собутыльниками он наблюдает, как прибывший туда со своими оруженосцами Эйегон застаёт Эйемонда с проституткой Сильви и насмехается над ним. После того, как Бейла, патрулирующая окрестности на Лунной Плясунье, замечает отряд Кристона на пути в Харренхол, советники Рейениры призывают её к войне. Вместо этого Рейенира пробирается в Королевскую Гавань и тайно встречается с Алисентой. Договориться о мире ей не удаётся, так как она понимает, что Алисента неправильно поняла предсмертные слова Визериса об Эйегоне как о сыне Алисенты. |            |                                                          |                    |                |                |                     |
| 14 | 4          | «Красный дракон и Золотой» «The Red Dragon and the Gold» | Алан Тейлор        | Райан Кондал   | 7 июля 2024    | TBA                 |
| Дейемону снится, как он отрубает голову юной Рейенире, обвиняющей его в измене. Архимейстер Орвайл готовит Алисенте «лунный чай» для аборта, что замечает Ларис. В совете Эйегон с неудовольствием узнаёт, что Эйемонд и Кристон планировали за его спиной осаду Харренхола. Алисента цинично советует ему признать, что на войне он бесполезен. Продолжая кампанию в Королевских землях, Кристон обезглавливает лорда Дарклина, который отказывается присягнуть Эйегону и унижает десницу как безродного выскочку. Ночью Дейемон встречает в Харренхоле колдунью Алис Риверс, которая рассказывает ему о привидениях в замке и предлагает выпить снотворное. Рейенира возвращается на Драконий Камень и соглашается отправить драконов на войну. Рейенис вызывается атаковать армию Коля на своём драконе Мелеис. Ей удаётся нанести урон врагу, но Кристон сохраняет выдержку, зная, что в засаде находятся Эйемонд с Вхагар. Эйегон тайно летит к Грачиному Приюту на Солнечном Огне, заметивший его прибытие Эйемонд намеренно позволяет ему напасть первому. После того как Рейенис вступает с Эйегоном в схватку, Эйемонд вылетает из укрытия, но прийти на помощь брату не спешит. Он приказывает Вхагар атаковать огнём и Эйегона, и Рейенис, ранив и драконов, и всадников; при этом король на Солнечном Огне падает на землю. Эйемонд вступает в бой, и более крупная Вхагар убивает Мелеис, после чего Рейенис погибает при падении. Оглушённый Кристон приходит в себя на поле битвы и вместе с Эйемондом находит в лесу бесчувственного Эйегона, лежащего под своим драконом.                   |            |                                                          |                    |                |                |                     |
| 15 | 5          | «Регент» «Regent»                                        | Клэр Килнер        | Ти Миккель     | 14 июля 2024   | TBA                 |
| Корлис, Рейенира и Бейла оплакивают смерть Рейенис. Сир Кристон выставляет напоказ в Королевской Гавани голову драконицы Мелеис, но голодающий народ видит в этом лишь дурное предзнаменование. Выживший чудом Эйегон, получивший тяжёлые ожоги, остаётся без сознания. Архимейстер Орвиль тщетно пытается обнадёжить Алисенту, от которой скрывают подробности случившегося. В Харренхоле Дейемону снится инцест с матерью, называющей его своим любимцем. Малый совет большинством голосов, включая Лариса и Кристона, назначает вместо Алисенты регентом Эйемонда. Тот приказывает закрыть городские ворота и не выпускать из столицы жителей, что вызывает недовольство в народе. В Орлином Гнезде Джейн Аррен заявляет Рейне, что поддержит Рейениру, только если получит взрослого дракона, а не детёныша. Тем временем принц Джейс прибывает в Близнецы, где получает преданность Фреев в обмен на Харренхол. Собирающий в этом замке армию Дейемон приказывает Блэквудам захватить в заложники жён и детей Бракенов, но это вызывает осуждение со стороны и Алис Риверс, и речных лордов. Рейенира сетует на отсутствие наездников для Вермитора и Среброкрылой, единственных крупных драконов, способных справиться с Вхагар. Вернувшийся на Драконий Камень Джейс предлагает ей поискать среди знати потомков валирийцев. |            |                                                          |                    |                |                |                     |
| 16 | 6          | «Простолюдины» «Smallfolk»                               | Андрий Парех       | Эйлин Шим      | 21 июля 2024   | TBA                 |
| Эйемонд поручает Ларису вернуть в столицу Отто Хайтауэра, которого хочет назначить десницей, а Кристону приказывает наступать на Харренхол. Алисенту он изгоняет из совета. Рейенира находит дальнего потомка Таргариенов Стеффона Дарклина, чтобы сделать его новым наездником дракона Лейнора, которого считают погибшим. Но Морской Туман сжигает сира Стеффона и улетает в горы, где сам находит всадника — Аддама из Халла, бастарда сира Корлиса. Тем временем последний назначает старшим помощником капитана на флагманском корабле другого своего бастарда — Алина. Тот бреет голову, чтобы избежать подозрений в родстве с лордом. Мисария предлагает Рейенире отправить в Королевскую Гавань корабли с продовольствием под знамёнами Таргариенов, чтобы спровоцировать горожан на возмущение. Получив еду, столичные жители устраивают беспорядки, и Алисенте с Хелейной чудом удаётся спастись. В Харренхоле Дейемону снятся кошмары, но Алис Риверс успокаивает его обещанием, что через три дня многое переменится. Колдунья прибывает в Риверран и травит престарелого лорда Гровера, после чего правителем Речных Земель становится юный Оскар Талли. Доложив Рейенире о бунте в столице, Мисария рассказывает о тяжёлом детстве, когда она, изнасилованная собственным отцом, вынуждена была торговать своим телом. Слова шпионки трогают Рейениру, и они страстно целуются. Внезапно поступает донесение, что Морской Туман замечен в небе с каким-то всадником, и обеспокоенная Рейенира вылетает навстречу на Сираксе.                                                                   |            |                                                          |                    |                |                |                     |
| 17 | 7          | «Красный посев» «The Red Sowing»                         | Лони Перистир      | Дэвид Хэнкок   | 28 июля 2024   | TBA                 |
| Рейенира признаёт в Аддаме из Халла бастарда Корлиса Велариона и принимает его вместе с драконом на службу. Она приближает Аддама к себе, что вызывает недовольство принца Джейса, напоминающего матери о своих тёмных волосах и о её сожительстве с Харвином Стронгом. По совету Мисарии Рейенира отправляет в Королевскую Гавань шпионов, распускающих слух о том, что она собирает на Драконьем Камне бастардов Таргариенов. Алин по приказу Корлиса реквизирует рыбацкие лодки, на которых уплывают из столицы все желающие, включая Хью Молота и Ульфа Белого. Тем временем архимейстер Орвиль пытается поставить на ноги Эйегона, разочарованная Алисента проводит время на природе под охраной Рикарда Торне, а Рейна Таргариен прощается в Орлином гнезде с леди Джейн Аррен. Дейемон встречается в Харренхоле с речными лордами и юным Оскаром Талли, который, неожиданно проявив характер, требует от принца, чтобы тот извинился за насилия над знатными семьями Долины. Нуждающемуся в войске Дейемону приходится прилюдно казнить за это лорда Виллема — главу клана Блэквудов. Приплыв на Драконий Камень, бастарды отправляются с Рейенирой и Джейсом в драконьи пещеры. Вермитор сжигает и пожирает их всех, кроме кузнеца Хью. Чудом спасшийся от драконьего огня Ульф находит в соседнем логове драконицу Среброкрылую, на которой против своей воли совершает полёт над Королевской Гаванью. Эйемонд вылетает ему навстречу на Вхагар, но, направившись к Драконьему Камню, видит на нём Рейениру в окружении нескольких драконов со всадниками.                                          |            |                                                          |                    |                |                |                     |
| 18 | 8          | «Королева на все времена» «The Queen Who Ever Was»       | Гита Васант Патель | Сара Хесс      | 4 августа 2024 | TBA                 |
| Тиланд Ланнистер от имени Эйемонда ведёт переговоры с Высшим советом Триархии, который за помощь в прорыве блокады требует передать им Ступени. Адмирал пиратов Шарако Лохар соглашается вести флот против Рейениры лишь после того, как Тиланд победит её в поединке и в поэтическом состязании, и, в довершение всего, требует, чтобы он переспал с её «жёнами». Тем временем Корлис готовит к морскому сражению свой флагман «Морской змей», переименовав его в честь покойной жены в «Несбывшуюся королеву», а Алин упрекает его в равнодушии к своим бастардам. Раздосадованный усилением Рейениры Эйемонд сжигает Острый Мыс со всеми жителями. Королева готовит ответный налёт своих драконов на столицу, но новые всадники не готовы к войне, а Ульф ещё и обладает дурными манерами, чем выводит из себя принца Джейса. Собравший в Харренхоле армию Дейемон, невзирая на данное ему ведьмой Алис пророчество, намеревается отобрать у жены трон. Саймон Стронг предупреждает об этом Рейениру, та спешно летит на Сираксе в Харренхол, и Дейемону приходится ей присягнуть. Пока Эйемонд безуспешно требует в Красном Замке от Хелейны стать драконьей всадницей, Алисента тайно прибывает на Драконий Камень, предложив Рейенире мир на любых условиях. Та требует от неё казни Эйегона по принципу «сын за сына», но предусмотрительный сир Ларис увозит короля из столицы за море в Браавос. Рейна находит, наконец, в горах своего дракона, одичавшего Овцекрада. Войско Кристона Коля приближается к Харренхолу, а армада Триахии плывёт в сторону перекрытого флотом Корлиса пролива Глотка. |            |                                                          |                    |                |                |                     |

## Производство

### Разработка
В 2015 году, когда продолжалась работа над сериалом «Игра престолов», руководители HBO обратились к автору «Песни льда и пламени» Джорджу Р. Р. Мартину с предложением создать продолжения или спин-оффы этого шоу. В ноябре 2018 года Мартин рассказал о «потенциальном сериальном спин-оффе», который будет основан на его книге «Пламя и кровь». Создатели «Игры престолов» Дэвид Бениофф и Д. Б. Уайсс заявили, что хотят «отойти» от франшизы, и отказались от участия в последующих проектах. В сентябре 2019 года стало известно, что может быть заказано производство сериала от Мартина и Райана Кондала, который «прослеживает начало конца дома Таргариенов». В октябре заказ на «Дом Дракона» был получен. Шоураннерами стали Кондал и Мигель Сапочник. Последний стал ещё и режиссёром трёх эпизодов сериала, включая пилотный.
Проект стал переработкой отвергнутой концепции спин-оффа от сценариста «Игры престолов» Брайана Когмана. Его авторы выбрали для экранизации ту часть «Пламени и крови», в которой действие происходит более чем за полтора века до событий «Игры престолов»: борьба за Железный престол между двумя потомками короля Визериса I приводит к гражданской войне, известной как «Пляска Драконов».
В январе 2020 года началась работа над сценарием. Этим занялись Кондал и Сара Хесс, которая прежде работала над сериалами «Дедвуд» и «Оранжевый — хит сезона». Мартин участвовал в подготовке к съёмкам, внося свой вклад в разработку отдельных сюжетных линий, просматривая сценарии и черновые монтажи. 26 августа 2022 года, менее чем через неделю после премьеры, сериал был продлён на второй сезон. 31 августа того же года Мигель Сапочник ушёл с поста режиссёра и шоураннера второго сезона, но остался исполнительным продюсером. Он заявил: «Было невероятно сложно принять решение двигаться дальше, но я знаю, что это правильный выбор для меня в личном и профессиональном плане». Алан Тейлор, снявший несколько эпизодов «Игры престолов», присоединился к работе над вторым сезоном и стал исполнительным продюсером и режиссёром нескольких эпизодов. Премьерный показ второго сезона, включающего восемь эпизодов, прошёл в июне — августе 2024 года.
На 2025 год запланированы съёмки третьего сезона. В августе 2024 года Райан Кондал официально подтвердил, что будет и четвёртый сезон, который станет последним.
Бюджет
Общий производственный бюджет первого сезона «Дома дракона» составил почти $200 миллионов (около $20 миллионов за серию). При этом каждый сезон «Игры престолов» стоил около $100 миллионов: каждая серия с первого по пятый сезоны — почти $6 миллионов, шестого и седьмого сезонов — около $10 миллионов, восьмого — $15 миллионов; в итоге прибыль HBO составляла около $285 миллионов за сезон. Рекламный бюджет, по данным Deadline.com, превысил $100 миллионов, что сопоставимо с рекламным бюджетом фильма.
Музыка
В сентябре 2021 года было объявлено, что музыку к сериалу напишет Рамин Джавади, до этого создавший саундтрек для всех сезонов «Игры престолов». В «Дом Дракона» перешла оригинальная заглавная тема «Игры престолов», которая впервые прозвучала здесь во втором эпизоде. В интервью «The A.V. Club» Джавади рассказал, что оригинальная музыкальная тема использовалась, чтобы «связать два сериала воедино». В первом сезоне Джавади вместе с Кондалом и Сапочником просматривали каждую серию и делали заметки о том, когда должна звучать музыка и какое настроение она должна создавать. Музыкальные темы персонажей из «Игры престолов» тоже представлены в «Доме дракона», в том числе тема драконов «Дракарис».
Языки
Лингвист «Игры престолов» Дэвид Дж. Питерсон продолжил для «Дома Дракона» работу над созданным им высоким валирийским языком. По словам Питерсона, в отличие от «Игры престолов», в «Доме Дракона» есть целые сцены на этом языке. На нём говорят и Таргариены, и Веларионы, что потребовало от актёров полноценного изучения языка. Эмма Д’Арси, по её словам, получила удовольствие от заучивания реплик, а Мэтт Смит поначалу находил изучение высокого валирийского утомительным.

### Кастинг
Первый сезон
Кастинг начался в июле 2020 года. В октябре 2020 года Пэдди Консидайн получил роль Визериса I Таргариена. Прежде Консидайну предлагали роль в «Игре престолов», но он отказался из-за элементов мистики в сериале. К декабрю Оливия Кук, Мэтт Смит и Эмма Д’Арси получили роли Алисенты Хайтауэр, Деймона Таргариена и Рейниры Таргариен, соответственно. В интервью «The Hollywood Reporter» Смит заявил, что изначально не решался принять предложение и согласился, узнав, что к проекту присоединился Консидайн.
В феврале 2021 года к основному составу присоединились Рис Иванс, Стив Туссэн, Ив Бест и Соноя Мидзуно. В апреле Фабьен Франкель получил роль сира Кристона Коля. В мае Грэм Мактавиш был замечен на съёмочной площадке. В июле 2021 года Эмили Кэри и Милли Олкок получили роли юных Алисенты Хайтауэр и Рейениры Таргариен, соответственно. Скачок во времени в середине первого сезона потребовал для нескольких персонажей кастинга двух или трёх разных актёров.
«Для нас с Мигелем было очень важно создать сериал, который не стал бы очередной кучкой белых людей на экране. Мы хотели найти способ внести разнообразие в сериал, но мы не хотели делать это таким образом, чтобы казалось, что это запоздалая мысль или, что ещё хуже, токенизм».
Кондал и Сапочник решили внести больше расового разнообразия в кастинг, пригласив на роли Веларионов (у Мартина они описываются как люди с «серебристо-золотыми волосами, бледной кожей и фиолетовыми глазами», похожие на Таргариенов) темнокожих актёров. Многие фанаты это решение раскритиковали, но авторы шоу уверены, что этот ход помог провести различия между большим количеством персонажей в двух семьях.
Второй сезон
24 апреля 2023 года стало известно, что Гэйл Рэнкин, Саймон Расселл Бил, Фредди Фокс и Абубакар Салим появятся во втором сезоне в ролях Алис Риверс, сира Саймона Стронга, сира Гвейна Хайтауэра и Алина из Халла соответственно.

### Съёмки
Основные съёмки десяти серий первого сезона начались в апреле 2021 года. Они проходили главным образом в Великобритании («Дом дракона» стал первым проектом, некоторые сцены которого сняты на новой виртуальной производственной площадке Warner Bros. в Ливсдене). При этом Королевскую гавань снимали в испанских городах Касерес и Трухильо, Красный замок — в португальском замке Монсанту. В английском Корнуолле съёмки прошли на горе Святого Михаила, пляже Холивелл и в бухте Кинанс. В деревушке Каслтон (графство Дербишир) съёмки прошли в долине Кейв-Дейл, карьере Элдон-Хилл и на рыночной площади. Некоторые сцены были сняты в Олдершоте (графство Гэмпшир).
В феврале 2022 года в HBO подтвердили, что производство первого сезона «Дома дракона» завершено. Некоторые визуальные эффекты для сериала были созданы компанией Pixomondo, которая до этого работала над «Игрой престолов» и получила премию «Эмми» за выдающиеся визуальные эффекты.
Съёмки второго сезона начались 11 апреля 2023 года на студии Warner Bros. в английском Ливсдене, а 18 мая переехали в испанский Касерес. Съёмки продолжались во время забастовки профсоюза актёров SAG-AFTRA в 2023 году: хотя разработкой сериала занимаются американские компании, в нём заняты в основном британские актёры и актрисы, состоящие в профсоюзе Equity.

## Премьера
Премьерный кинотеатральный показ «Дома Дракона» прошёл 28 июля 2022 года в Лос-Анджелесе. Основная премьера сериала состоялась 21 августа 2022 года. Это первый сериал HBO, транслируемый в форматах 4K, Dolby Vision HDR и Dolby Atmos на стриминг-сервисе HBO Max. Первый эпизод стал доступен бесплатно на YouTube для жителей США 2 сентября. За несколько дней до выхода финальной серии первого сезона произошла утечка, и файл с полным эпизодом появился на торрент-сайтах. По данным HBO, виновником утечки был партнёр канала из Европы, Ближнего Востока и Африки. Руководство компании пообещало «тщательно и жёстко» отслеживать возможные утечки.
В Новой Зеландии сериал транслируется на телеканале SoHo и стриминг-сервисе Neon. На Филиппинах компания SKYcable транслирует сериал через свои основные службы кабельного телевидения и другие цифровые стриминг-платформы. В Индии сериал распространяет Disney+ Hotstar. В Великобритании, Ирландии, Италии, Германии, Австрии и Швейцарии сериал транслируется на канале Sky Atlantic и сопровождающем его потоковом сервисе Now. В Канаде «Дом Дракона» доступен на стриминг-сервисе Crave и на линейном канале HBO. В Австралии сериал доступен через стриминги Binge и Foxtel. В России и странах СНГ эксклюзивные права на показ первого сезона приобрел онлайн-кинотеатр Амедиатека. Сериал также был доступен в партнёрских подписках сервиса.
Первый сезон вышел в форматах 4K UHD Blu-ray, стандартном Blu-ray и DVD 20 декабря 2022 года. Он содержит более часа закулисных интервью и видео.

## Реакция

### Аудитория
На следующий день после премьеры сериала пресс-служба HBO сообщила, что в первую ночь в США эпизод посмотрели примерно 9,99 миллионов зрителей, включая зрителей кабельного HBO и стриминг-сервиса HBO Max. По данным HBO, это был лучший дебют сериала в истории компании. Сообщив о продлении сериала на второй сезон четыре дня спустя, руководство компании заявило, что первый эпизод уже посмотрели более 20 миллионов американских зрителей на телеканале и цифровых платформах. Спустя неделю количество зрителей в США на всех платформах выросло почти до 25 миллионов. В Великобритании премьера сериала собрала у экранов более 1 миллиона зрителей на канале Sky Atlantic, что стало лучшим дебютом драматического сериала на канале.
По данным Nielsen, в первый день первый эпизод смотрели 327 миллионов минут, что соответствует примерно 5,03 миллионам зрителей на HBO Max в США. Позже было подсчитано, что этот эпизод посмотрели 10,6 миллиона зрителей на HBO Max за первые четыре дня, а с учётом зрителей на основном канале HBO это число увеличилось до 14,5 миллионов. Тем временем компания Samba TV заявила, что по её данным 4,8 миллиона семей в США посмотрели первый эпизод за четыре дня после премьеры.
Количество зрителей, желавших посмотреть эпизод в момент выхода, вызвало сбой стриминг-сервиса HBO Max у некоторых пользователей, особенно у тех, кто использовал устройства Amazon Fire TV. Downdetector сообщил о 3700 случаях зависания приложения. Появились сообщения о серьёзных проблемах на канадском партнёрском стриминг-сервисе Crave. Whip Media, которая отслеживает данные о просмотрах 22 миллионов пользователей своего приложения TV Time по всему миру, заявила, что это самый просматриваемый дебют сериала в истории приложения, на основе количества зрителей за три дня после премьеры. Сериал также был популярен в социальных сетях, а премьерный эпизод в день выхода стал самой обсуждаемой темой в Twitter и Google Trends.
По данным HBO, финал первого сезона посмотрели 9,3 миллиона зрителей на всех платформах в ночь премьеры, что стало самым высоким показателем для финала сериала HBO со времён финала «Игры престолов». Сериал собирал в среднем 9-9,5 миллионов зрителей за серию в ночь премьеры и 29 миллионов зрителей через неделю после выхода.
По ноябрьским данным Nielsen, 35 % аудитории сериала составили зрители в возрасте от 18 до 34 лет. Как и в случае с «Игрой престолов», первый сезон «Дома Дракона» стал чрезвычайно популярен на пиратских сайтах. Согласно TorrentFreak, проект стал самым нелегально скачиваемым сериалом 2022 года, обойдя «Властелин колец: Кольца власти» и другие сериалы.

### Отзывы критиков
| Графики недоступны из-за технических проблем. См. информацию на Фабрикаторе и на mediawiki.org. - «Дом Дракона» (2022): Процент положительных отзывов на сайте Rotten Tomatoes |

На сайте Rotten Tomatoes сериал имеет «рейтинг свежести» 93 % на основе 861 обзора со средней оценкой 7,9/10. Консенсус критиков гласит: «„Дом Дракона“ показывает эпоху хрупкого мира в Вестеросе и демонстрирует свою жёсткую, хотя и сокращенную по хронометражу, направленность». На сайте Metacritic, который использует средневзвешенное значение, сериал получил 69 баллов из 100 на основе 43 отзывов критиков, что указывает на «в целом положительные отзывы».
Критики высоко оценили сценарий, режиссуру и актёрскую игру. Люси Манган из The Guardian назвала сериал «оглушительным успехом», Лоррейн Али из Los Angeles Times констатировала, что реакция на проект напоминает всеобщее признание первых сезонов «Игры престолов». Рецензенты отмечали, что опора на книгу Мартина стала одной из причин, по которой приквел получил более высокие оценки, чем поздние сезоны его предшественника (особенно восьмой сезон). Среди актёров критики выделяли Пэдди Консидайна, Мэтта Смита и Эмму Д’Арси. По словам Консидайна, Мартин сказал ему: «твой Визерис лучше моего Визериса». Иногда хвалили и расовое разнообразие персонажей: так, Джефф Янг из The New York Times уверен, что разнообразие актёрского состава помогает сериалу привлечь более разнообразную аудиторию. «Дом Дракона» был включён в несколько списков лучших телесериалов 2022 года, включая списки Chicago Tribune, San Francisco Chronicle, CNN и Polygon.
При всём этом первый сезон подвергся критике за изображение насилия, операторскую работу и развитие сюжета. Рецензенты Rolling Stone и Entertainment Weekly, посмотрев первые эпизоды, отметили, что сериал слишком сильно опирается на главных героев и ему не хватает ярких второстепенных персонажей, которые были в «Игре престолов». Критики Los Angeles Times и The New York Times назвали постоянную смену актёров причиной отсутствия эмоциональной привязанности к персонажам. Графическое насилие в первом эпизоде сезона с неудачным кесаревым сечением подверглось критике как чрезмерное. Хронологические скачки в течение первого сезона были сочтены раздражающими и вызывающими путаницу (правда, Мартин уверен, что сценаристы «умело справились с ними»). Критике со стороны и рецензентов, и фанатов подвергся недостаток освещения в седьмой серии; в HBO приглушенное освещение назвали «намеренным творческим решением».
По итогам 2022 года десятки изданий, в том числе CBR, CinemaBlend, CNN, Collider, Den of Geek, Empire, IGN, IO9, New York Post, Polygon, Screen Rant, The Telegraph, Total Film, Wired, Афиша, Кинопоиск, Мир фантастики включили «Дом дракона» в свои списки лучших сериалов 2022 года.
Сравнения с «Кольцами власти»
Жанровое сходство и между «Домом Дракона» и вышедшим примерно в то же время сериалом «Властелин колец: Кольца власти» от стриминг-сервиса Amazon Prime Video стали причинами частого сравнения этих двух проектов у критиков и блогеров, а также среди обширной фанатской базы этих популярнейших франшиз. Исполнительный продюсер «Колец власти» Линдси Вебер в связи с этим заявила, что прямой конфликт между двумя сериалами «раздут медиа ради заголовков». По мнению отдельных изданий, близкие премьеры и формальная конкуренция между проектами как маркетинговая стратегия позитивно сказались на рейтингах обоих сериалов, однако если число просмотров «Колец Власти» от серии к серии уменьшалось, то «Дом Драконов» демонстрировал обратную динамику.

### Награды
| Год  | Премия                                              | Категория                                                                             | Номинант                                                                                   | Итог      | Прим.   |
| ---- | --------------------------------------------------- | ------------------------------------------------------------------------------------- | ------------------------------------------------------------------------------------------ | --------- | ------- |
| 2022 | Премия «Золотой трейлер»                            | Лучшая драма для телесериала/стримингового сериала (трейлер/тизер/ТВ-ролик)           | «Дом Дракона»                                                                              | Победа    | [ 109 ] |
| 2022 | People’s Choice Awards                              | Любимый сериал 2022 года                                                              | «Дом Дракона»                                                                              | Номинация | [ 110 ] |
| 2022 | People’s Choice Awards                              | Любимый сериал 2022 года в жанре фантастики/фэнтези                                   | «Дом Дракона»                                                                              | Номинация | [ 110 ] |
| 2023 | Премия Американского общества кинооператоров        | Выдающаяся операторская работа в эпизоде сериала для некоммерческого телевидения      | Кэтрин Гольдшмидт (серия «Лорд Приливов»)                                                  | Ожидается | [ 111 ] |
| 2023 | Премия Американского общества кинооператоров        | Выдающаяся операторская работа в эпизоде сериала для некоммерческого телевидения      | Алехандро Мартинес (серия «Зелёный совет»)                                                 | Ожидается | [ 111 ] |
| 2023 | Премия Гильдии арт-директоров                       | Выдающийся продакшн-дизайн в фэнтезийном сериале                                      | Джим Клэй (серия «Наследники Дракона»)                                                     | Ожидается | [ 112 ] |
| 2023 | Премия Гильдии художников по костюмам               | Лучшие костюмы в научно-фантастическом / фэнтезийном телевидении                      | Жани Темиме (серия «Наследники Дракона»)                                                   | Ожидается | [ 113 ] |
| 2023 | Critics' Choice Awards                              | Лучший драматический сериал                                                           | «Дом Дракона»                                                                              | Номинация | [ 114 ] |
| 2023 | Critics' Choice Awards                              | Лучшая мужская роль второго плана в драматическом сериале                             | Мэтт Смит                                                                                  | Номинация | [ 114 ] |
| 2023 | Critics' Choice Awards                              | Лучшая женская роль второго плана в драматическом сериале                             | Милли Олкок                                                                                | Номинация | [ 114 ] |
| 2023 | Золотой глобус                                      | Лучший драматический телесериал                                                       | «Дом Дракона»                                                                              | Победа    | [ 115 ] |
| 2023 | Золотой глобус                                      | Лучшая женская роль в драматическом телесериале                                       | Эмма Д’Арси                                                                                | Номинация | [ 115 ] |
| 2023 | Премия Гильдии визажистов и парикмахеров            | Лучшая работа визажистов над персонажем(-ами) в историческом сериале или мини-сериале | Аманда Найт, Сара Крамер, Хизер Макмаллен                                                  | Ожидается | [ 116 ] |
| 2023 | Премия Гильдии киноактёров США                      | Лучший каскадёрский ансамбль в телесериале                                            | «Дом Дракона»                                                                              | Ожидается | [ 117 ] |
| 2023 | Премия Общества специалистов по визуальным эффектам | Лучшие визуальные эффекты в эпизоде телесериала                                       | Ангус Бикертон, Ника Форд, Свен Мартин, Майкл Белл, Майкл Доусон (серия «Чёрная королева») | Ожидается | [ 118 ] |
| 2023 | Премия Общества специалистов по визуальным эффектам | Лучшая композиция и освещение в эпизоде телесериала                                   | Кевин Фридерихс, Шон Раффел, Флориан Франке, Андреас Штайнлайн (серия «Чёрная королева»)   | Ожидается | [ 118 ] |

## Комментарии
1. 1 2  4K, Dolby Vision и Dolby Atmos доступны только через Max и некоторые международные партнёрские сервисы[4]. Исходная версия телеканала HBO не имеет разрешения 4K и ограничена 1080i HDTV и Dolby Digital 5.1.